# Roots (album de Johnny Winter)
Albums de Johnny Winter
I'm a Bluesman
(2004) Step Back
(2014)
Roots est le dix-huitième album studio de Johnny Winter. Il s'agit du premier album en sept ans, il est sorti chez Megaforce Records le 27 septembre 2011,,. 

## Musiciens
- Johnny Winter – guitare électrique, chant
- Paul Nelson – guitare
- Scott Spray –  basse
- Vito Liuzzi – batterie
- Mike DiMeo – claviers sur T-Bone Shuffle, Further On Up the Road, Done Somebody Wrong, Maybellene, Bright Lights, Big City, Honkey Tonk, Come Back Baby
- Johnny Montagnese – claquements de mains sur Honkey Tonk
- Joe Meo – saxophone sur Short Fat Fannie, Come Back Baby
- Don Harris – trompette sur Come Back Baby

## Production
- Produit par Paul Nelson
- Enregistrement, mixage : Brendan Muldowney
- Direction artistique : Stephen Jensen
- Photographie : Louis Torrieri, Neil Zlozower

## Titres de l'album
| No  | Titre                   | Auteur                     | avec                            | Durée |
| --- | ----------------------- | -------------------------- | ------------------------------- | ----- |
| 1.  | T-Bone Shuffle          | T-Bone Walker              | Sonny Landreth (guitare)        | 4:54  |
| 2.  | Further On Up the Road  | Joe Medwick                | Jimmy Vivino (guitare)          | 4:18  |
| 3.  | Done Somebody Wrong     | Elmore James               | Warren Haynes (guitare)         | 4:47  |
| 4.  | Got My Mojo Working     | Preston Foster             | Frank Latorre (harmonica)       | 5:09  |
| 5.  | Last Night              | Little Walter              | John Popper (harmonica)         | 5:47  |
| 6.  | Maybellene              | Chuck Berry                | Vince Gill (guitare)            | 2:49  |
| 7.  | Bright Lights, Big City | Jimmy Reed                 | Susan Tedeschi (guitare, chant) | 4:28  |
| 8.  | Honky Tonk              | Clarence "Gatemouth" Brown | Edgar Winter (saxophone)        | 3:43  |
| 9.  | Dust My Broom           | Robert Johnson             | Derek Trucks (guitare)          | 6:04  |
| 10. | Short Fat Fannie        | Larry Williams             | Paul Nelson (guitare)           | 4:07  |
| 11. | Come Back Baby          | Walter Davis               | John Medeski (orgue)            | 6:28  |